# Tomás Ramón Amat
Tomás Ramón Amat (Tarragona, 1900 - Zaragoza, 4 de octubre de 1937) fue un maestro, médico y político español. 

## Biografía
Fue miembro de la Juventud Nacionalista e intervino activamente en la política republicana de Manresa. Fue el primer presidente de Esquerra Republicana de Catalunya en Manresa y Vicepresidente de la Junta de Gobierno Republicana Provisional de la ciudad tras las elecciones municipales de 1931 que dieron lugar a la proclamación de la Segunda República.
En noviembre de 1933 fue nombrado gobernador civil de la provincia de Tarragona y en enero de 1934 Comisario General de Orden Público de Cataluña, cargo del que dimitió y se marchó a Tánger.
Durante la guerra civil española llegó al grado de capitán-médico en el frente de Aragón y fue el máximo responsable de la organización sanitaria en Barbastro (Huesca). Fue detenido por el ejército franquista en el sector de Zuera (Zaragoza) y fusilado en Zaragoza el 4 de octubre de 1937.
Casado con Francisca Espinel Mengual (una de las primeras dentistas de su época con consulta en la Calle Mayor de Gracia), tuvo un hijo al que también puso nombre de Tomás.